# Desplazamiento forzado de población de las Tierras Altas escocesas

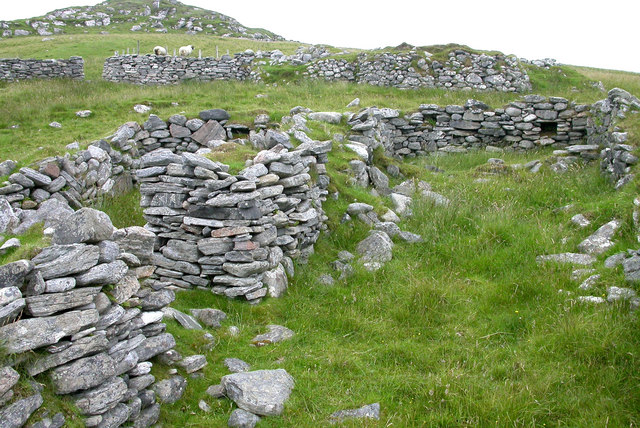
Casas de cría en ruinas en Fuaigh Mòr (isla hoy día no habitada del Reino Unido situada en Escocia). La zona de Fuaigh Mòr quedó deshabitada en 1841, y a partir de ese momento solamente es usada para el pastoreo de ovejas.

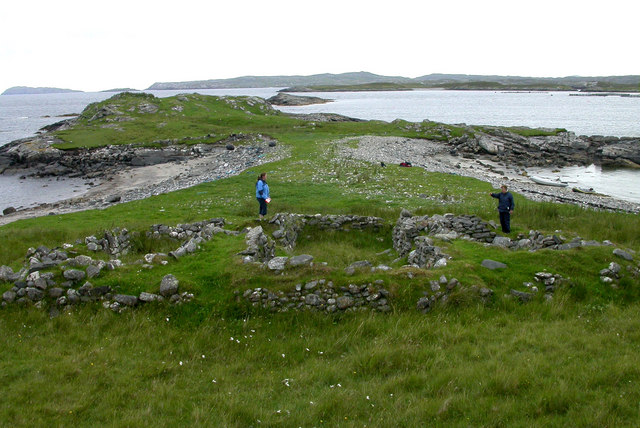
La misma zona de la foto anterior, ahora tomada de otra perspectiva, en donde puede observarse con gran claridad la separación entre la llamada isla de Fuaigh Mòr (donde se encuentran las casas de cría en ruinas), y el área habitada de mayor tamaño, que se observa a lo lejos, conocida como Isla de Lewis.

El proceso conocido en inglés como Highland Clearances (en gaélico escocés Fuadach nan Gàidheal, "la expulsión de los Gaélicos") y que se podría denominar en español expulsión de las Tierras Altas, consistió en el desplazamiento forzado de la población de las Tierras Altas escocesas durante los siglos XVII y XIX. Este desplazamiento provocó una migración masiva hacia la costa escocesa, hacia los Lowlands, y hacia el extranjero. Estas "limpiezas" formaron parte de un cambio general en el sistema agrícola del Reino Unido, pero este desplazamiento en concreto, por su cronología tardía, la ausencia de protección legal para los arrendatarios a corto plazo bajo las leyes escocesas, la ruptura brusca con el sistema de clanes anterior, así como la brutalidad de muchas de las órdenes de expulsión, hicieron que las Highland clearances adquirieran notoriedad.
Los procesos que despoblaron las zonas rurales de Inglaterra durante la Revolución agrícola británica empezaron mucho antes, en lo que se conocieron como Lowland Clearances, pero el efecto sobre la zona septentrional de Escocia -en la que se hablaba en gaélico escocés y se mantenía una cultura semifeudal- produjo la aparición de protestas y de resentimiento por parte de los descendientes de los que fueron obligados a emigrar, o bien obligados a subsistir en los suburbios de las ciudades o en pequeñas zonas marginales (transformados en crofters, arrendatarios de pequeños terrenos, y trabajando para los terratenientes en condiciones infrahumanas).